# Верхняя Сосновка (Челябинская область)
Ве́рхняя Сосно́вка — посёлок в Кизильском районе Челябинской области России. Входит в состав Богдановского сельского поселения.

## География
Посёлок находится на юге Челябинской области, в пределах юго-восточных предгорий Южного Урала, в степной зоне, вблизи истока реки Сосновки, на расстоянии 25 километров по прямой к юго-западу от села Кизильского, административного центра района. Абсолютная высота 350 метров над уровнем моря.
Климат
Климат резко континентальный с сухим жарким летом и суровой зимой. Среднегодовое количество осадков: 266 мм. Средняя температура самого холодного месяца (января) составляет −17,9 °С, самого тёплого (июля) — +19,9 °С.

## Население
| 2002 | 2010 |
| ---- | ---- |
| 59   | ↘29  |

Гендерный состав
По данным Всероссийской переписи населения 2010 года в гендерной структуре населения мужчины составляли 55,2 %, женщины — 44,8 %.
Национальный состав
Согласно результатам переписи 2002 года, в национальной структуре населения русские составляли 66 %; башкиры — 34 %.

## Улицы
Уличная сеть посёлка состоит из одной улицы (Центральная ул.).